# 施泰德Tango NF2型電車
施泰德Tango NF2型電車（Stadler Tango NF2）是由瑞士施泰德鐵路生產的兩段式全低地台有軌電車。 它是施泰德Tango型電車的衍生型之一，也是捷克自第二次世界大戰以來第一款從國外引進的有軌電車。電車的最終組裝工作在斯泰德位於波蘭謝德爾采的工廠進行，但大約40%的分包商都是捷克公司。 這型電車首先獲俄斯特拉發的DPO公司採用，並以nOVA命名。

## 車輛資料
| 國家 | 城市       | 營運系統               | 生產年份  | 生產數量 | 編號      | 文獻  |
| ---- | ---------- | ---------------------- | --------- | -------- | --------- | ----- |
| 捷克 | 俄斯特拉發 | 俄斯特拉發有軌電車系統 | 2018–2019 | 40       | 1701–1740 | [ 1 ] |